# حصان جنين
حصان جنين هو نصب تذكاري وواحد من الرموز الشاهدة على تاريخ مخيم جنين، شيّده الفنان الألماني توماس كيلبر بالتعاون مع بلدية جنين عام 2003 تخليدًا لذكرى معركة مخيم جنين التي وقعت ضمن أحداث الإنتفاضة الفلسطينية الثانية.

## قصة الحصان
عقب اجتياح المخيم في أبريل/ نيسان عام 2002، دمّرت قوات الجيش الإسرائيلي مركبات الفلسطينيين. وبعد انتهاء المعركة جُمعت بقايا الدمار ومخلفات الإسعاف والمركبات الأخرى. وفي الشهر الأخير من العام 2003 وصل إلى المدينة الفنان الألماني كيلبر، وهو خبير في صناعة المجسمات الفنية من المعادن، واقترح وقتها على بلدية جنين صناعة حصان من الحديد يجسد ما حدث فيها وفي مخيمها، فبدأ الفنان الألماني بتنفيذ الفكرة في إطار مشروع للمركز الثقافي الألماني غوته (Goethe-Institut)، بالتعاون مع بلدية جنين وبمساعدة فتيان من مدينة جنين ومخيمها عبر مركز البلدية الشبابي آنذاك.

### صُنع من الدمار
صنع الحصان من بقايا دمار المخيم ومن قضبان الحديد الخاصة بالبناء، حيث بُني هيكله الحديدي من قطع المركبات التي أصابتها آليات الاحتلال وقطع الحديد من المنازل المدمرة. وصنع الشكل الخارجي من بقايا المركبات المدنية التي قصفتها قوات الاحتلال وراح ضحيتها عشرات الشهداء، وكانت إحدى هذه المركبات مركبة الإسعاف التي كان يستقلها الطبيب خليل سليمان وهو مدير مركز الإسعاف التابعة لجمعية الهلال الأحمر الفلسطيني في مدينة جنين، واستشهد خلال عملية إسعاف وإنقاذ مصابين داخل المخيم. واستمر العمل على صناعة مجسم الحصان الحديدي لمدة شهر تقريباً، وثُبّت بعد تجهيزه في ميدان على مدخل المخيم بات يعرف باسم «دوّار الحصان»، بارتفاع بلغ ثلاثة أمتار، وطول ستة أمتار، وعرض متر واحد. ووُضع الحصان على مشارف المخيم، ووجْههُ نحو مدينة حيفا التي شُرّد منها ومن قراها معظم أهالي المخيم في العام 1948، وجسد الإصرار الفلسطيني على العودة، ولإبقاء صورة المأساة حيّة في الذاكرة، وليؤكد أن اللاجئين في هذا المخيم لا زالوا متمسكين بحق العودة إلى أرضهم.

## تدمير الحصان
وصف إعلام الاحتلال هذا التمثال الذي يعبر عن المقاومة بالنسبة للفلسطينيين أنه رمز من رموز الإرهاب الذي يجب التخلص منه، فقام الجيش الإسرائيلي باستهدافه عدة مرات بالرصاص، فقامت بلدية جنين بأعمال ترميم للهيكل الرئيسي له عام 2009. وفي يوم الإثنين 30 أكتوبر2023، استيقظ الفلسطينيون على صوت جرافات الجيش الإسرائيلي وهي تقتلع الحصان الثابت منذ 20 عاماً داخل مخيم جنين، ونقلته إلى مكان مجهول.